# طاق تراژان (بنونتو)
طاق تراژان (به ایتالیایی: arco di Traiano) واقع در بِنِه‌وِنتو یک طاق‌نصرت است که در مراسم افتتاحیه جاده تراژان وقف سیزدهمین امپراتور روم، تراژان، شده‌است.
این بنّا، که اساساً سالم برجای مانده‌است، شامل چندین نقش‌برجسته است که سطوح آنرا تزئین کرده‌اند، و همین موضوع آنرا به یک طاق نصرت رومی با نقش‌برجسته‌های دست‌نخورده بدل کرده‌است.